# Верайзон-билдинг

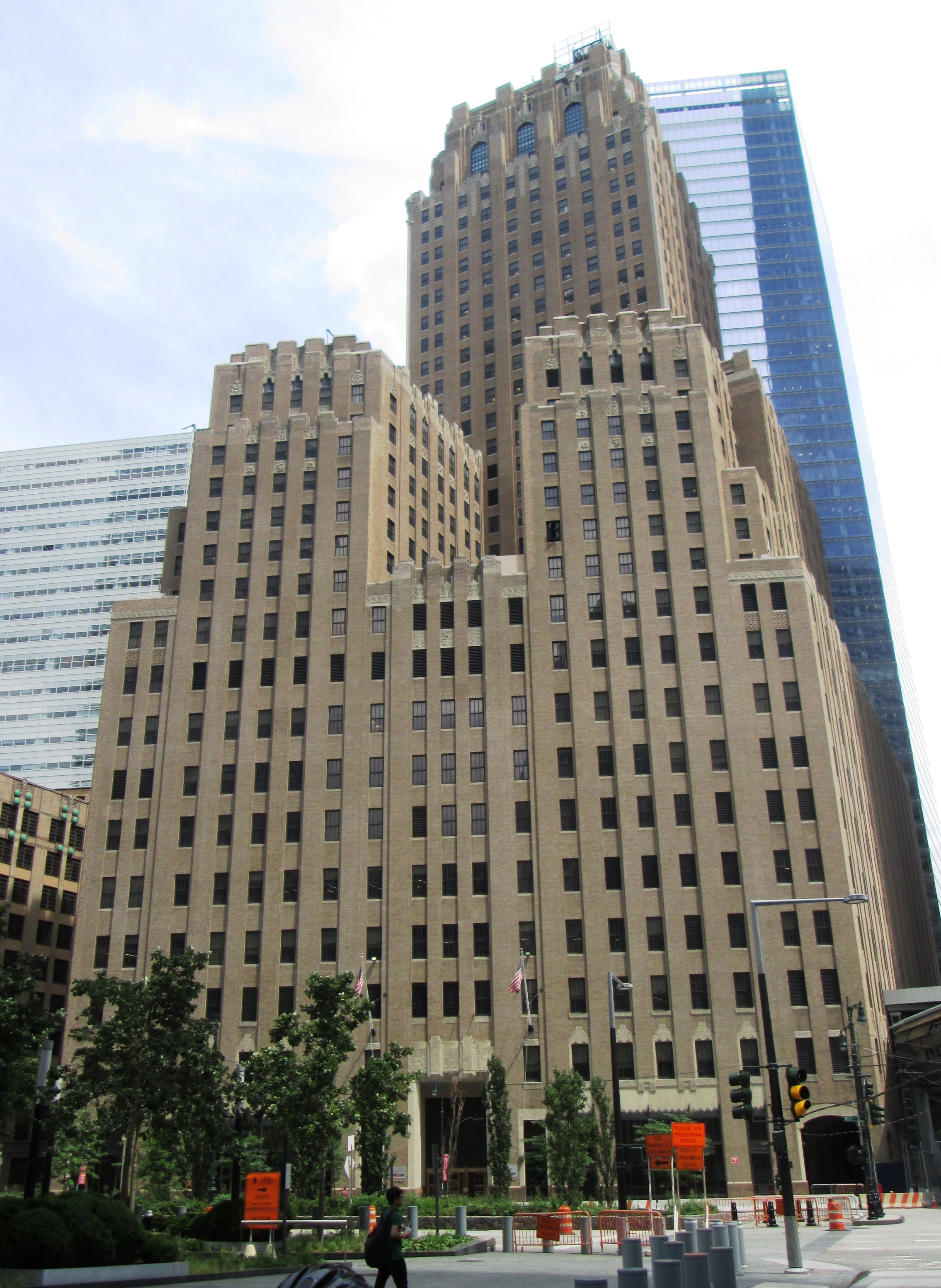
Верайзон-билдинг в 2013 году

Верайзон-билдинг (англ. Verizon Building) — ранее Баркли-Визи-билдинг (англ. Barclay-Vesey Building) и Нью-Йорк-телефоун-кампани-билдинг (англ. New York Telephone Company Building)) — 32-этажный небоскрёб, расположенный по адресу Уэст-стрит, д. 140, между улицами Баркли-стрит и Визи-стрит, с выходом на Вашингтон-стрит, в районе Трайбека Манхэттена, Нью-Йорк. Построен в 1923—1927 годы и спроектирован в стиле ар-деко Ралфом Уокером из фирмы McKenzie, Voorhees & Gmelin. Здание примыкает к Граунд-зиро со стороны, где ранее находился Всемирный торговый центр № 7, и получило серьёзные повреждения в результате террористических актов 11 сентября. Восстановление небоскрёба заняло три года и обошлось в 1,4 млрд долларов.
Здание, которое считается «одним из самых значительных сооружений в форме небоскрёба», было ранее корпоративной штаб-квартирой Verizon Communications.

## Архитектура здания

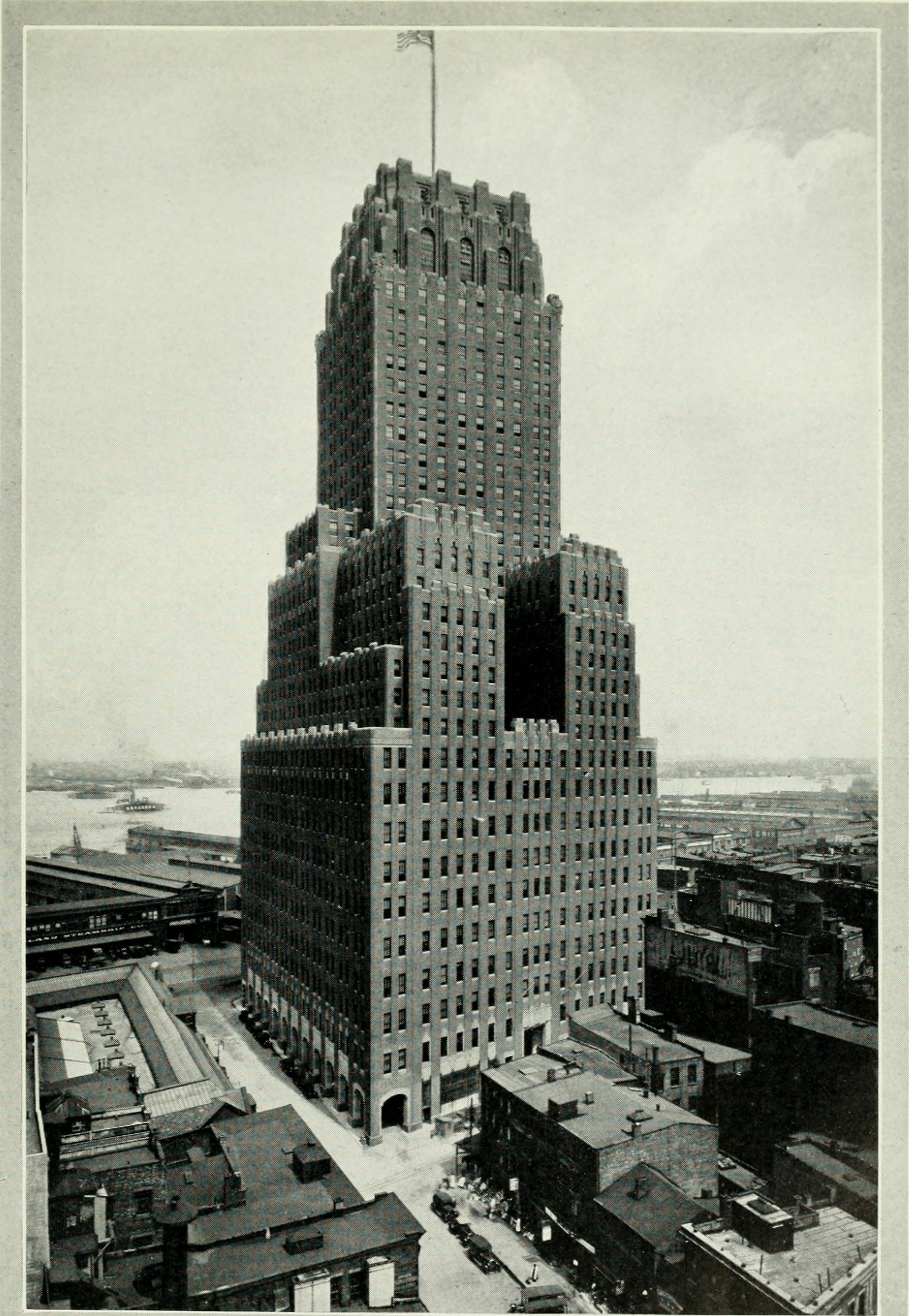
Фотография здания в 1922 году

Площадь помещений здания 110 тыс. м². Стены вестибюля выполнены из мрамора с прожилками, пол из травертина с инкрустацией бронзовыми медальонами. Богатый декор включает потолочные фрески, на которых изображено, как развивалась коммуникация между людьми — от ацтекских гонцов до телефона. При проектировании фасада архитектор Ралф Уокер был вдохновлен мотивами архитектуры майя. Внешний декор включает сложную по рисунку листву, а также изображения детей и голов животных. Над входными дверями изображен колокол (символ телефонной компании).
Верайзон-билдинг имеет пять уровней ниже уровня улицы, на которых размещено телекоммуникационное оборудование. Здание эксплуатировалось Verizon в качестве основного коммутационного центра Нижнего Манхэттена, который до 11 сентября обслуживал около 200 тыс. телефонных линий и 3,6 млн каналов передачи данных.

## История

### Строительство
Здание спроектировано Ралфом Уокером из McKenzie, Voorhees & Gmelin Architects. Строительство небоскрёба началось в 1923 году. Высота здания — около 152 м. Строительство было завершено в 1927 году, и в то время оно было известно под названием Баркли-Визи-билдинг. Изначально небоскрёб был штаб-квартирой New York Telephone Company, которая и ввела его в эксплуатацию. В результате разделения телефонной компании AT&T здание стало штаб-квартирой NYNEX, а после слияния Bell Atlantic с NYNEX — штаб-квартирой Bell Atlantic, ставшей частью Verizon. В 2013 году Verizon продала верхние 21 этаж здания девелоперу, который планирует превратить их в жилье.
Архитекторы и историки архитектуры считают Верайзон-билдинг первым небоскрёбом в стиле ар-деко. Это был один из первых небоскрёбов, спроектированных в соответствии с решением о зонирования (1916) — с использованием уступов, ставших ключевыми элементами стиля ар-деко для небоскрёбов. По архитектуре здание часто сравнивают с Майлэм-билдинг (англ. Milam Building) в г. Сан-Антонио (крупнейшим офисным зданием из преднапряжённого бетона и кирпича и первым, где имеется встроенная система кондиционирования воздуха).

### Теракты 11 сентября
Южный и восточный фасады Верайзон-билдинг были сильно повреждены во время терактов 11 сентября, в результате обрушения Всемирного торгового центра 7, а также обрушения башен-близнецов. 11 сентября пожаров в самом здании не было.

В дизайне здания используется толстая каменная кладка, что придает ему дополнительную прочность и помогло противостоять повреждениям от обломков ВТЦ и сохранить конструктивную прочность. Тяжелая каменная кладка уплотняет стальной каркас небоскрёба. Внутренние стальные колонны, балки и другие элементы конструкции обшиты кирпичом, шлакобетонными блоками и другими прочными кладочными материалами, что позволило поглотить часть энергии ударов попадавших в здание обломков. Тем не менее фасады здания получили серьёзные внешние повреждения. Подземные кабельные тоннели и другая подземная инфраструктура Verizon также были сильно повреждены от воды и обломков. 

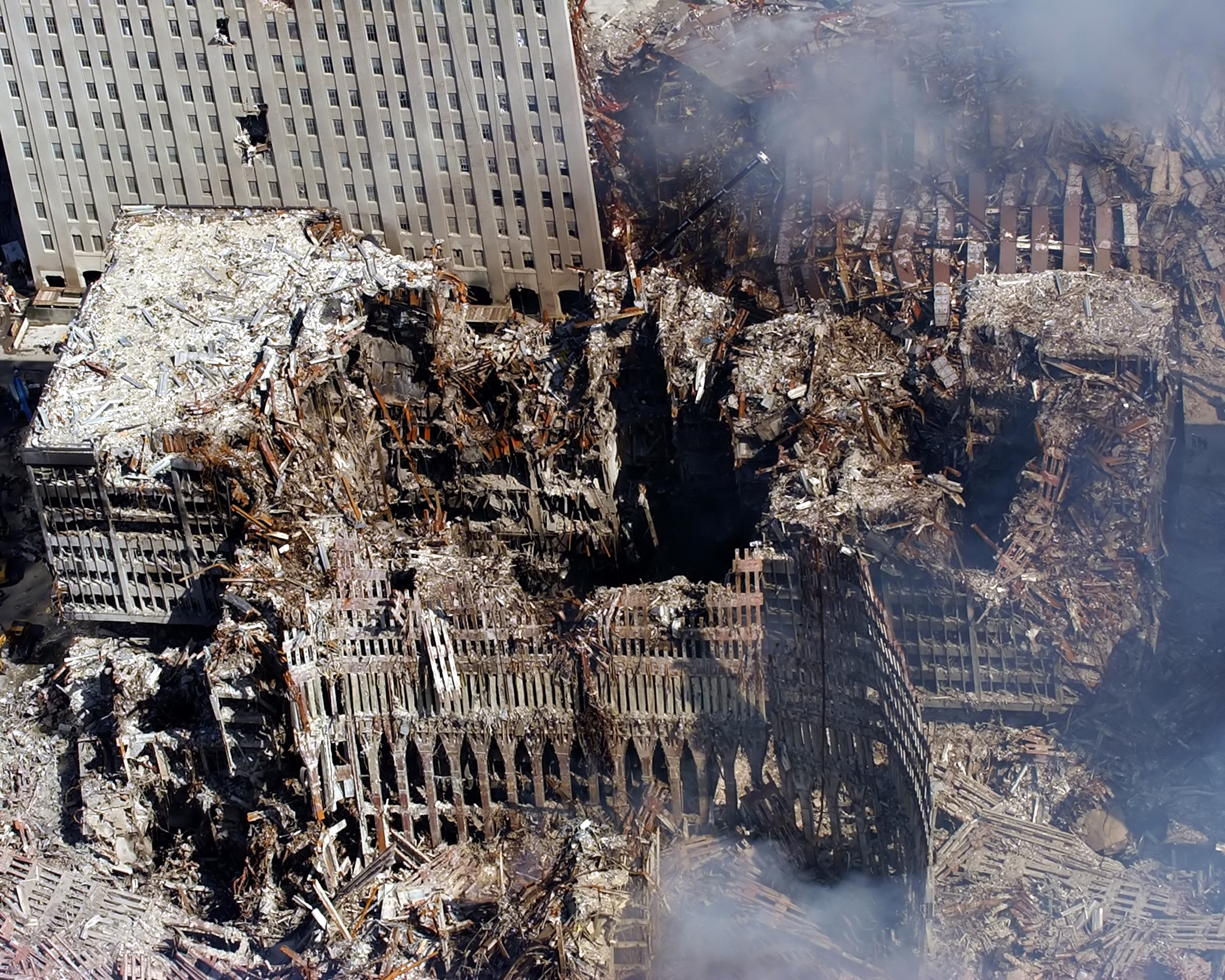
Обломки 1 WTC, 6 WTC и 7 WTC. Верайзон-билдинг — в верхнем левом углу изображения, виден урон, нанесенный внешним стенам
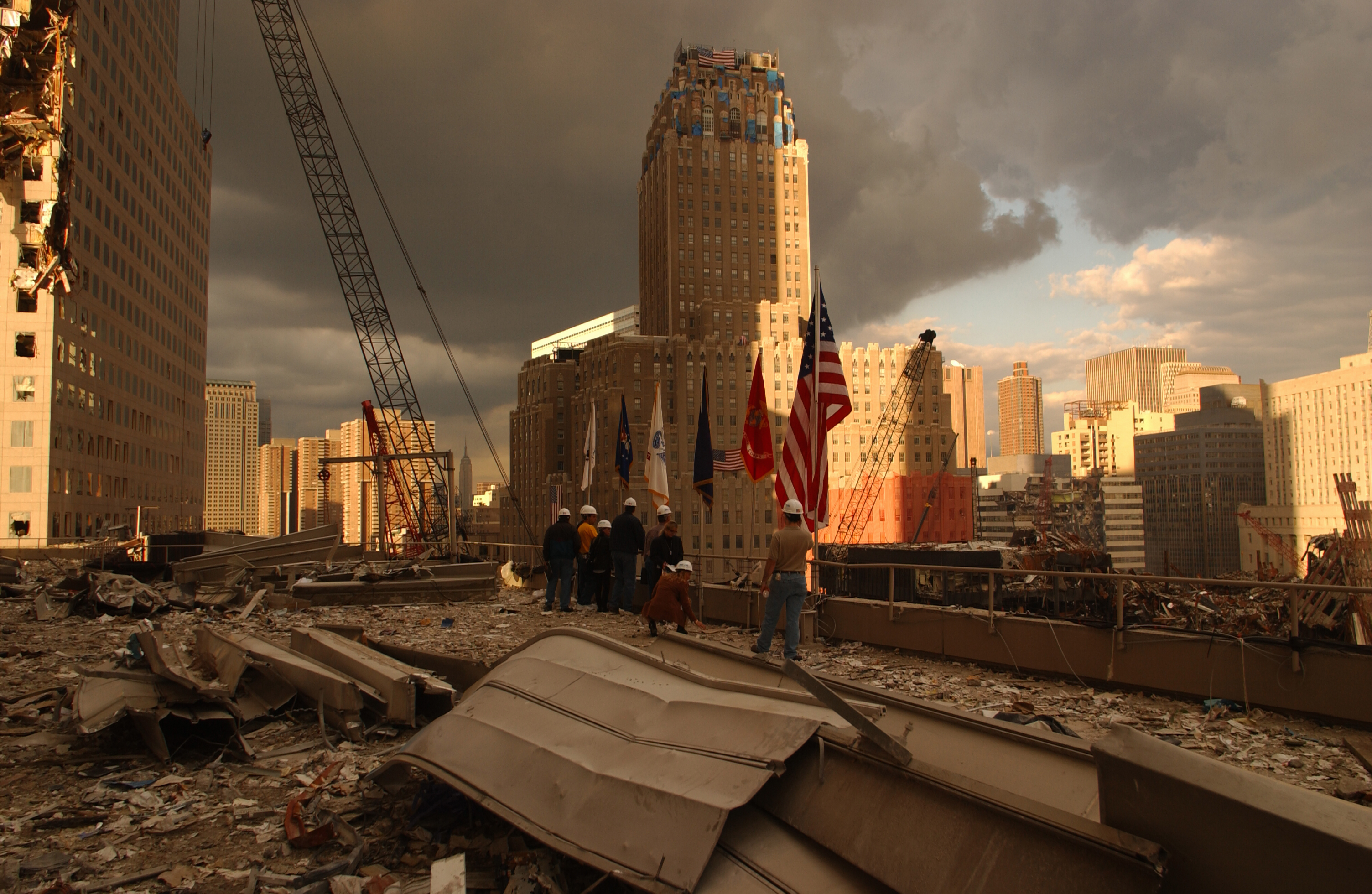
Фотография Федерального агентства по управлению в чрезвычайных ситуациях; 28 сентября 2001 года
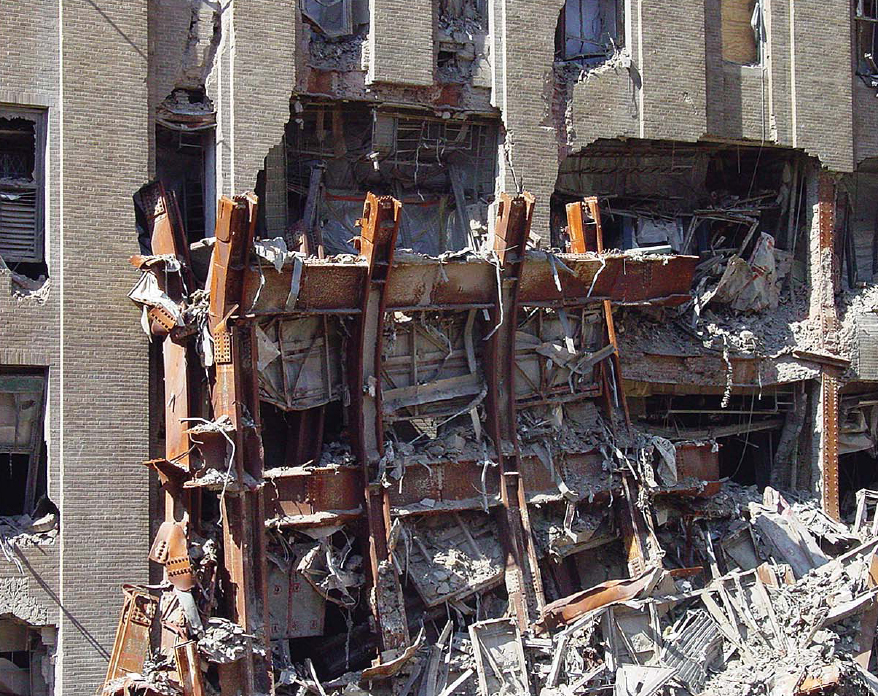
Обломок каркаса Всемирного торгового центра 7 на фоне поврежденного Верайзон-билдинг
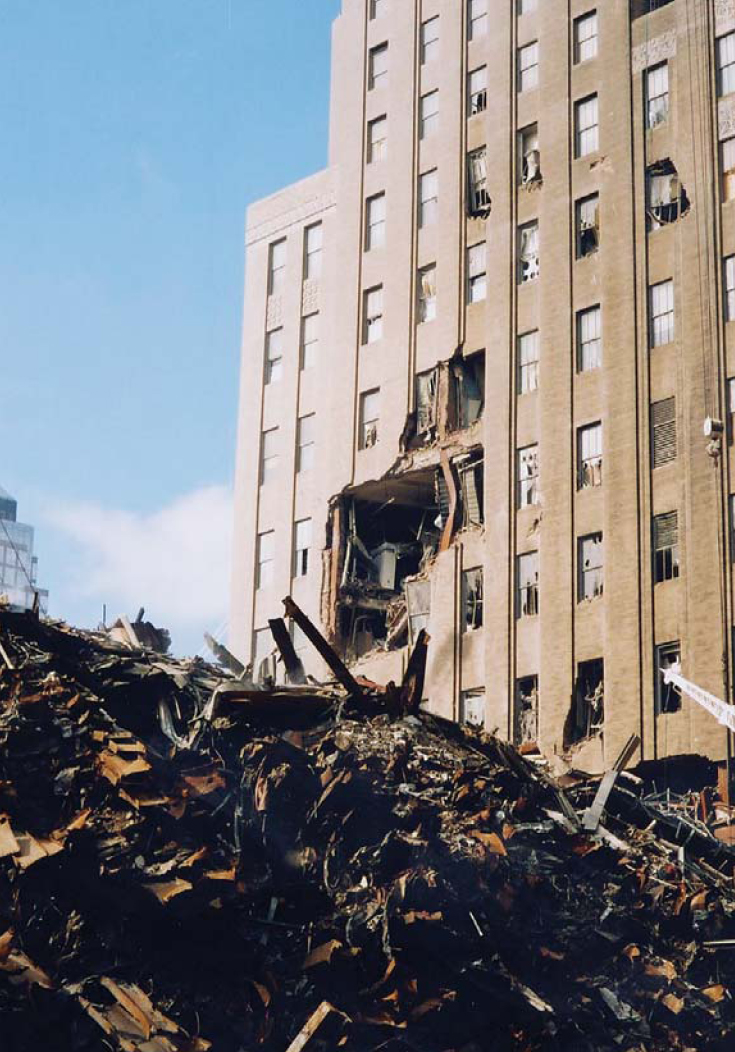
Повреждённый фасад здания со стороны Вашингтон-стрит, 210 (восток) и обломки Всемирного торгового центра 7

### Восстановление и реновация
После терактов Tishman Realty & Construction, которая планировала реставрацию здания еще до этого, провела оценку состояния и нанесенного ущерба в течение нескольких дней. Основной контракт по реставрации достался бюро William F. Collins AIA Architects, Tishman Interiors было поручено управление проектом. Восстановление здания заняло три года и обошлось в 1,4 млрд долларов.
Литейный завод Excalibur Bronze и завод по производству каменных стройматериалов Petrillo Stone были привлечены для восстановления сложных деталей декора на фасаде и в вестибюле. На эту часть реставрации пришлась значительная часть общих затрат. Реставрация фасада подразумевала восстановление резьбы по мотивам орнаментов из известняка, а реставрация вестибюля — восстановление 10 утраченных фресок. Для введения акриловой смолы внутрь фресок вестибюля использовались иглы для подкожных инъекций.
На административных этажах были восстановлены сводчатые потолки, штукатурные фризы и другие элементы. Пришлось заменить одну из угловых колонн, чем занималось компания A+ Construction из штата Нью-Йорк. Также были модернизированы 23 лифта здания, установлена новая пожарная сигнализация, системы управления зданием и охлаждающие теплообменники, туалеты стали доступными для лиц с ограниченными возможностями.
В 2004 году некоммерческая организация по охране памятников архитектуры New York Landmarks Conservancy наградила Tishman Interiors премией за реставрационные работы, проведенные в здании. К концу 2005 года реставрация была завершена, и в декабре Verizon объявила, что перемещает свою штаб-квартиру в другое здание в центре города, где могут разместиться 1500 человек. При этом Верайзон-билдинг продолжает использоваться как коммутационный центр.
Здание, которое в 1999 году было номинировано на включение в список достопримечательностей Нью-Йорка, в 2009 году было также включено в Национальный реестр исторических мест.
Здание также пострадало от стихийного бедствия: в 2012 году оно частично подтоплено в результате урагана «Сэнди».
В 2013 году девелопер Бен Шаул приобрел 22 верхних этажа 32-этажного Верайзон-билдинг для преобразования в кондоминиумы под названием «Баркли, д. 100» (англ. One Hundred Barclay). Verizon владеет и управляет офисными и телекоммуникационными помещениями, в том числе коммутационным центром, до сих пор обслуживающим большую часть Нижнего Манхэттена.